# Africa Eco Race
El Africa Eco Race es una competición de rally-raid creada en 2008 por el expiloto de raids y ganador del Rally Dakar Hubert Auriol, con el objetivo de reemplazar al Rally Dakar en África, el cual había sido suspendido en 2008 por amenazas terroristas, y cuya organización, la ASO, decidió trasladar a Sudamérica para su edición de 2009.
En diciembre de 2008, dos semanas antes del inicio de la carrera, un tribunal francés estableció que Auriol no podía organizar la prueba, al infringir los derechos de las sociedades ASO y París-Dakar (anteriormente TSO, Thierry Sabine Organization). Para evitar la suspensión de la prueba, Auriol cedió su puesto a otro expiloto de raids y ganador del Rally Dakar, René Metge.
La primera edición del Africa Race partió de Marsella con una participación de 24 pilotos representando a más de 20 naciones diferentes, 8 de ellos en categoría de motos, 12 en categoría de coches y 4 en categoría de camiones, además de 4 vehículos de asistencia. Con una participación mayormente amateur, entre los inscritos figuraban como favoritos el español José Manuel Pellicer en categoría de motos, con una BMW G450X; el francés Jean-Louis Schlesser en categoría de coches, con su clásico Buggy; y el neerlandés Jan de Rooy en categoría de camiones, a los mandos de un Iveco.

## Historia

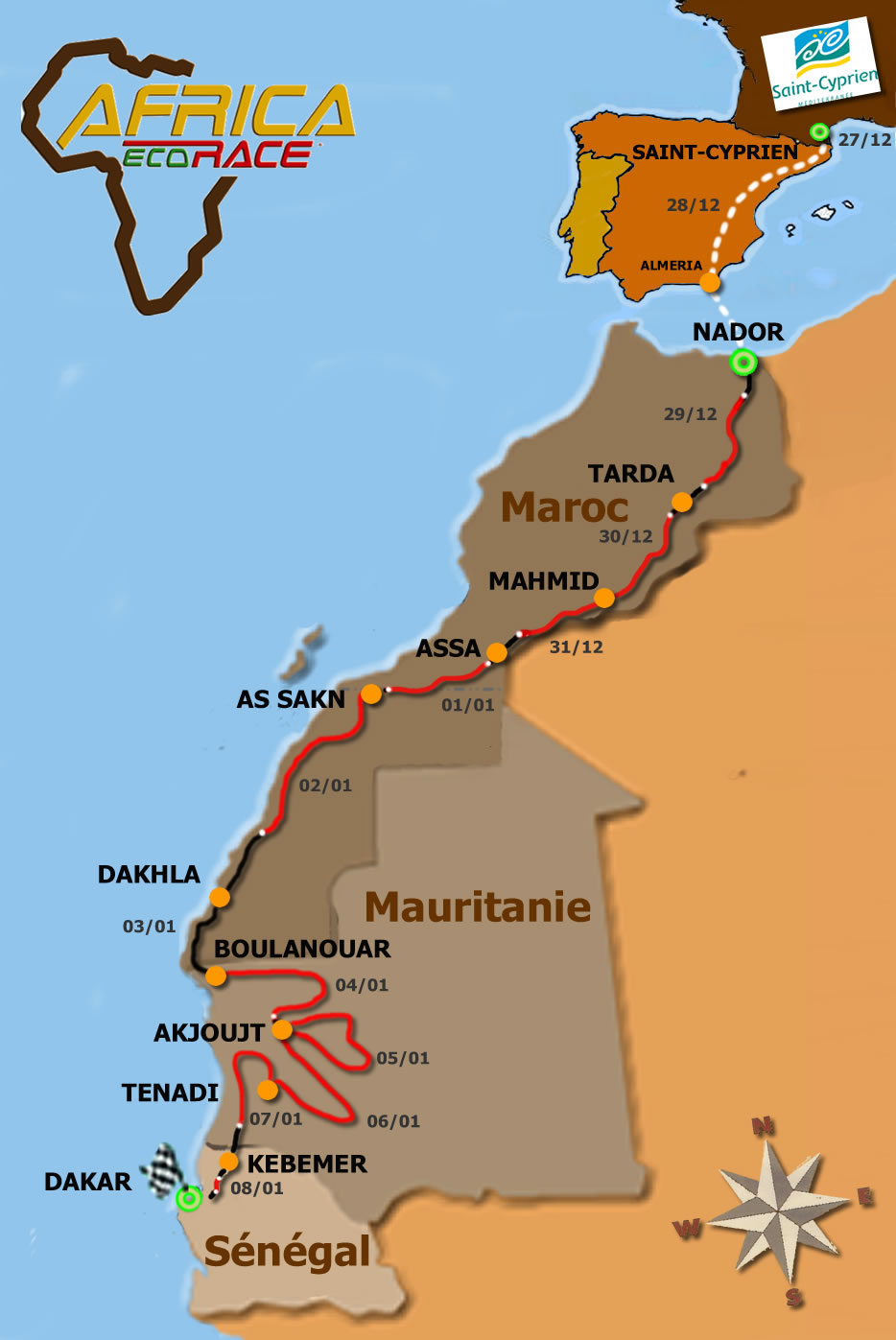
Mapa del Africa Eco Race de 2012, año que se renueva incluyendo su logo.

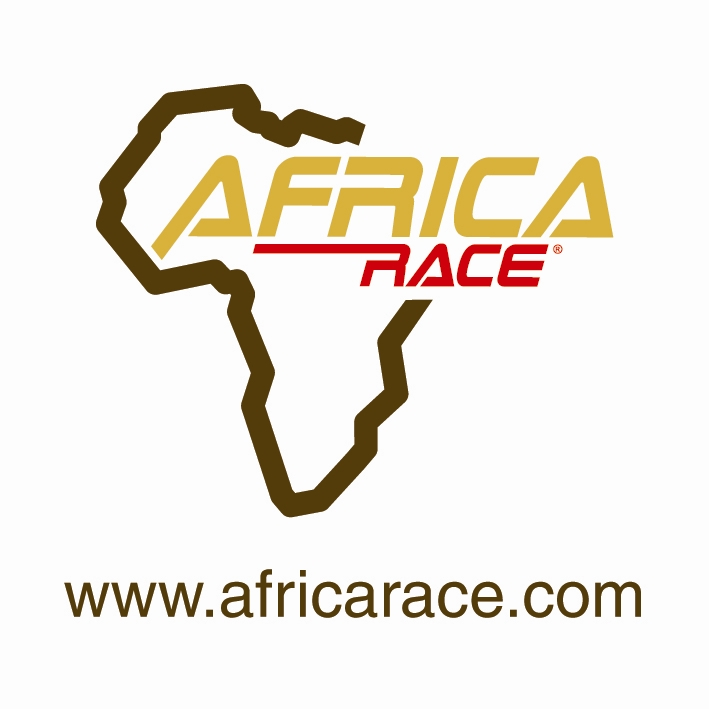
Primer logo de Africa Eco Race hasta 2012.

La carrera, que nació tras la cancelación del Dakar de 2008 por la inestabilidad política del norte de África y con otro ganador del rally-raid más duro del planeta al frente, Hubert Auriol (aunque las presiones le obligaron a ceder el bastón de mando a René Metge) adoptaba gran parte de los habituales recorridos de la prueba, tratando de esquivar los conflictos y con un buen número de pilotos amateurs entre sus inscritos.
Con menos de 50 nombres en la lista de participantes, en 2009, el trazado de esa primera edición atravesó cuatro países: Marruecos, el territorio del sahara occidental, Mauritania y Senegal, terminando en Dakar, como anteriormente lo hacía tradicionalmente el Rally Dakar y que ganaría Jean-Louis Schlesser en coches con uno de sus buggies y que en motos tenía vencedor español, José Manuel Pellicer. La carrera, se disputó entre el 26 de diciembre de 2008 y el 11 de enero de 2009, y constó de una ruta de 7490 km, siendo unos 4100 de ellos de especial cronometrada, y los restantes 3400, de enlace.
En 2015, a pesar del clima de inestabilidad que se ha recrudecido debido a los atentados de París, podemos encontrar grandes nombres entre los inscritos entre los que encontramos al gigante verde, habitual hace unos años del Dakar, Paul Anders Ullevalseter, el sucesor de Schlesser en coches: Jean-Antoine Sabaiter y Anton Shibalov, integrante de la gran estructura de Kamaz. Ellos fueron los ganadores de 2015.
Lo que quedó claro es que la de 2016 no sería una de las ediciones con mayor afluencia, con menos de una decena de camiones, menos de 40 coches y apenas una treintena de motos. La salida ceremonial se realizó en las calles del Principado de Mónaco y durante la siguiente jornada se disputó la primera etapa en la que el kazajo Yuriy Sazonov con un Hummer marcaba el mejor tiempo entre los coches en la corta especial cronometrada de 47 kilómetros.

## Palmarés

### Coches

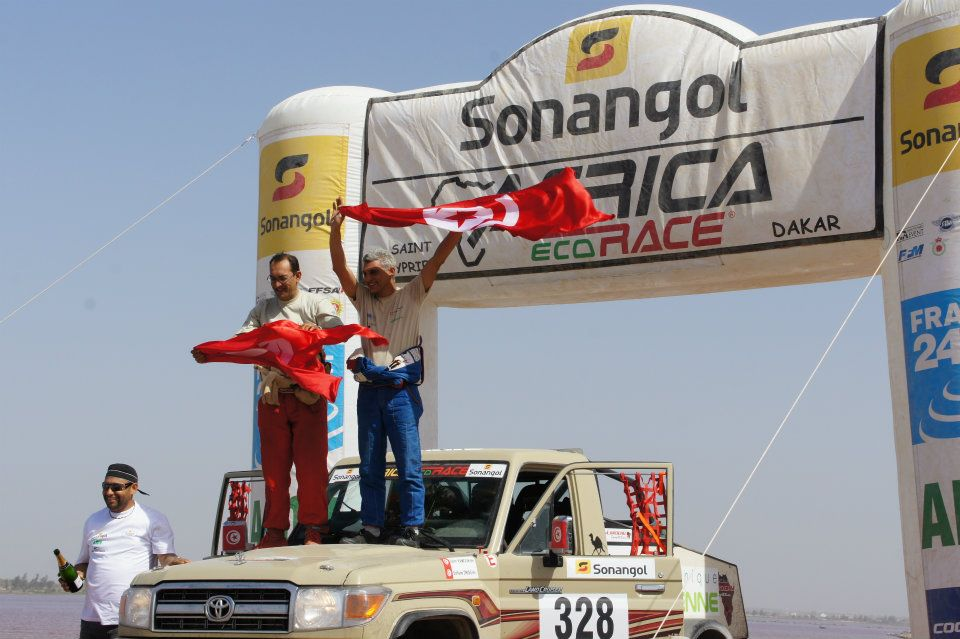
Salim Kamoun y Sofiane Driss, 2.º lugar del Africa Eco Race en 2012. a bordo de un Toyota Land Crusier GRJ79

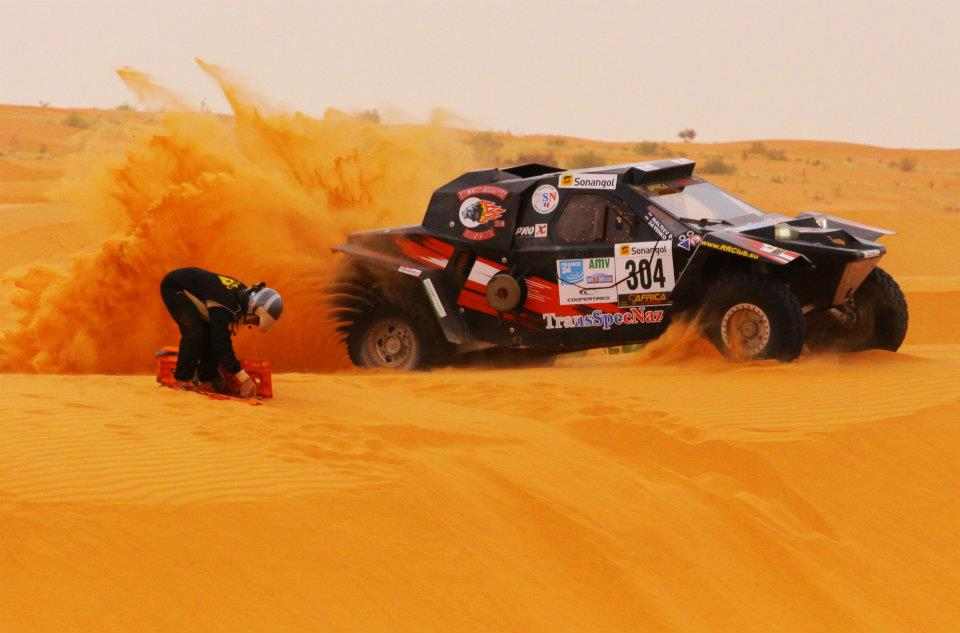
Buggy Acyra de Sergey Savenko en las dunas del África del Norte. el año 2012

| Edición | Piloto                | Marca           |
| ------- | --------------------- | --------------- |
| 2008/09 | Jean-Louis Schlesser  | Buggy Schlesser |
| 2009/10 | Jean-Louis Schlesser  | Buggy Schlesser |
| 2010/11 | Jean-Louis Schlesser  | Buggy Schlesser |
| 2011/12 | Jean-Louis Schlesser  | Buggy Schlesser |
| 2012/13 | Jean-Louis Schlesser  | Buggy Schlesser |
| 2013/14 | Jean-Louis Schlesser  | Bugga Schlesser |
| 2014/15 | Jean Antonie Sabatier | Bugga one       |
| 2015/16 | Kanat Shagirov        | Toyota          |
| 2016/17 | Vladimir Vasilyev     | MINI            |
| 2017/18 | Mathieu Serradori     | MCM             |
| 2019    | Jean Pierre Strugo    | Optimus MD      |
| 2020    | Patrick Martin        | Mercedes-Benz   |
| 2022    | Philippe Gosselin     | Optimus MD      |
| 2024    | Gautier Paulin        | Apache          |

### Motos

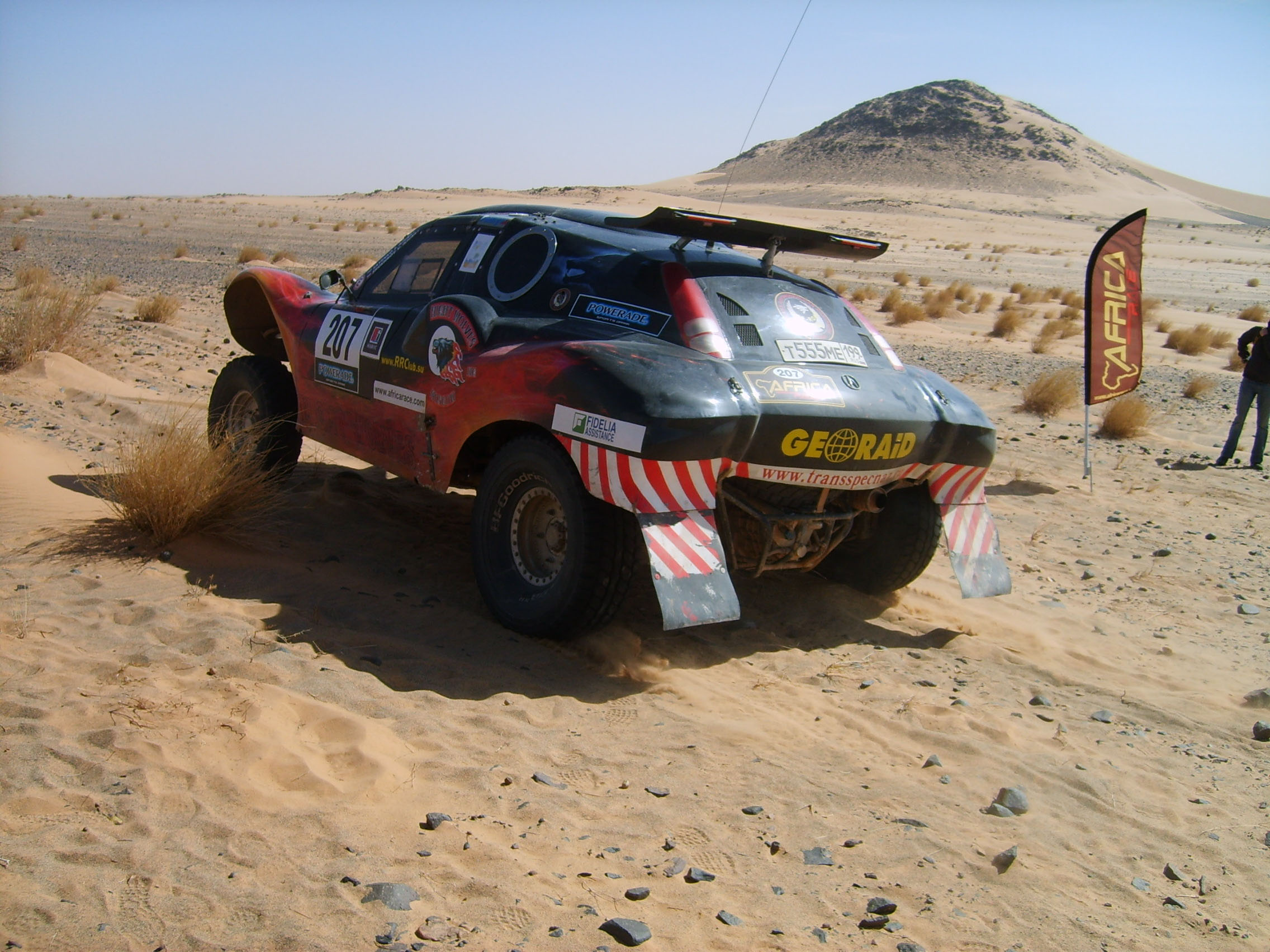
Coche del rally en el desierto de Mauritania.

| Edición | Piloto                  | Marca    |
| ------- | ----------------------- | -------- |
| 2008/09 | José Manuel Pellicer    | BMW      |
| 2009/10 | Marco Capodacqua        | KTM      |
| 2010/11 | Willy Jobard            | ZONGSHEN |
| 2011/12 | Oscar Polli             | KTM      |
| 2012/13 | Martin Fontyn           | KTM      |
| 2013/14 | Michael Pisano          | Honda    |
| 2014/15 | Pål Anders Ullevålseter | KTM      |
| 2015/16 | Pål Anders Ullevålseter | KTM      |
| 2016/17 | Gev Sella               | KTM      |
| 2017/18 | Paolo Ceci              | KTM      |
| 2019    | Alessandro Botturi      | Yamaha   |
| 2020    | Alessandro Botturi      | Yamaha   |
| 2022    | Štefan Svitko           | KTM      |
| 2024    | Jacopo Cerutti          | Aprilia  |

### Camiones

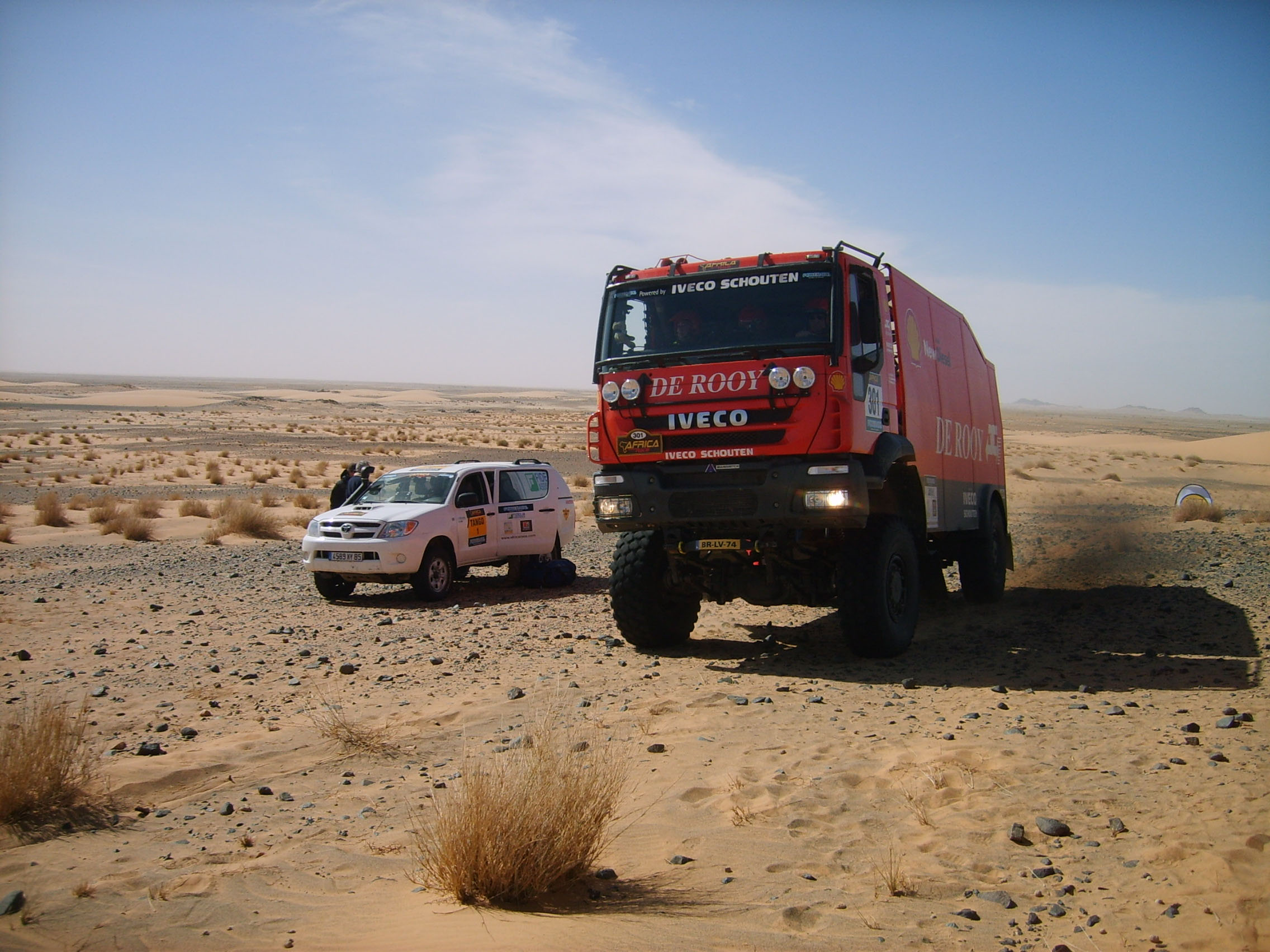
Un coche de asistencia y un camión en una de las etapas del Africa Eco Race.

| Edición | Piloto            | Marca  |
| ------- | ----------------- | ------ |
| 2008/09 | Jan de Rooy       | Iveco  |
| 2009/10 | Miklós Kovács     | Scania |
| 2010/11 | Tomáš Tomeček     | Tatra  |
| 2011/12 | Tomáš Tomeček     | Tatra  |
| 2012/13 | Anton Shibalov    | KAMAZ  |
| 2013/14 | Tomáš Tomeček     | Tatra  |
| 2014/15 | Anton Shibalov    | KAMAZ  |
| 2015/16 | Anton Shibalov    | KAMAZ  |
| 2016/17 | Andrey Karginov   | KAMAZ  |
| 2017/18 | Gerard de Rooy    | Iveco  |
| 2019    | Elisabete Jacinto | MAN    |
| 2020    | Miklós Kovács     | Scania |
| 2022    | Tomáš Tomeček     | Tatra  |
| 2024    | Tomáš Tomeček     | Tatra  |

### Side by Side
| Edición | Piloto               | Marca   |
| ------- | -------------------- | ------- |
| 2017    | Frederic Pitout      | Polaris |
| 2018    | Jean Hugues Moneyron | CFmotos |
| 2019    | Rudy Roquesalane     | Can-Am  |
| 2020    | Benoit Fretin        | Can-Am  |
| 2022    | Jean Dagher-Hayeck   | Can-Am  |

## Estadísticas

### Constructores de coches con más títulos

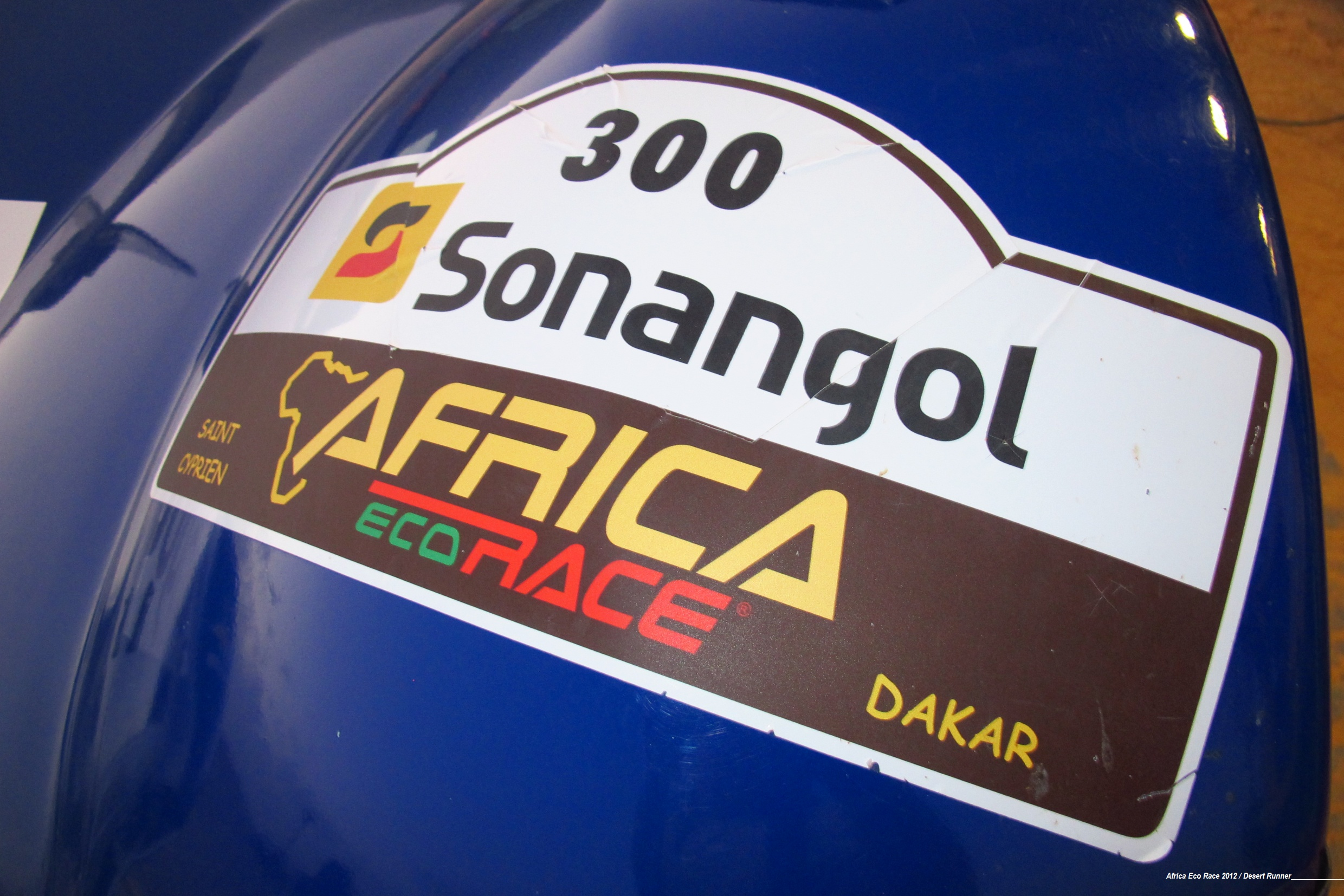
Plaza con la marca de Sonagol.

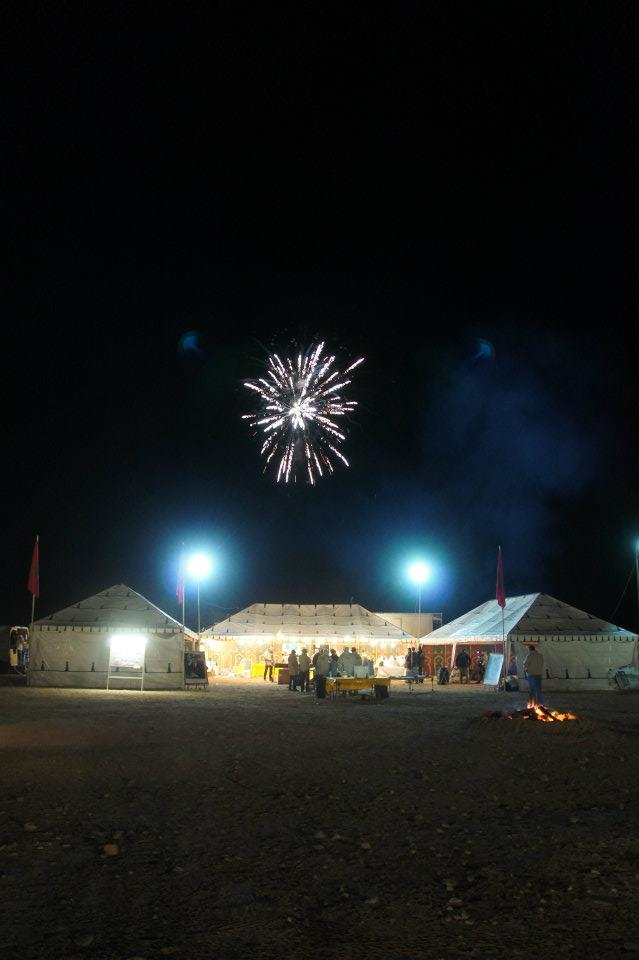
Un campamento en el rally de 2012.

| Núm. | Constructor             | Victorias | Años                               |
| ---- | ----------------------- | --------- | ---------------------------------- |
| 1    | Schlesser-Renault Buggy | 6         | 2009, 2010, 2011, 2012, 2013, 2014 |
| 2    | Optimus MD              | 2         | 2019, 2022                         |
| 3    | Bugga One               | 1         | 2015                               |
| 3    | Toyota                  | 1         | 2016                               |
| 3    | MINI                    | 1         | 2017                               |
| 3    | MCM                     | 1         | 2018                               |
| 3    | Mercedes-Benz           | 1         | 2020                               |

### Constructores de motos con más títulos
| Núm. | Constructor | Victorias | Años                                               |
| ---- | ----------- | --------- | -------------------------------------------------- |
| 1    | KTM         | 9         | 2010, 2011, 2012, 2013, 2015, 2016, 2017,2018,2022 |
| 2    | Yamaha      | 2         | 2019, 2020                                         |
| 3    | BMW         | 1         | 2009                                               |
| 3    | Honda       | 1         | 2014                                               |

### Constructores de camiones con más títulos
| Núm. | Constructor | Victorias | Años                   |
| ---- | ----------- | --------- | ---------------------- |
| 1    | Kamaz       | 4         | 2013, 2015, 2016, 2017 |
| 1    | Tatra       | 4         | 2011, 2012, 2014, 2022 |
| 3    | Iveco       | 2         | 2009,2018              |
| 3    | Scania      | 2         | 2010,2020              |

### Pilotos de coches con más títulos
| Núm. | Constructor          | Victorias | Años                               |
| ---- | -------------------- | --------- | ---------------------------------- |
| 1    | Jean-Louis Schlesser | 6         | 2009, 2010, 2011, 2012, 2013, 2014 |

### Pilotos de motos con más títulos
| Núm. | Constructor             | Victorias | Años       |
| ---- | ----------------------- | --------- | ---------- |
| 1    | Pål Anders Ullevålseter | 2         | 2015, 2016 |
| 1    | Alessandro Botturi      | 2         | 2019, 2020 |

### Pilotos de camiones con más títulos
| Núm. | Constructor    | Victorias | Años                    |
| ---- | -------------- | --------- | ----------------------- |
| 1    | Tomas Tomecek  | 4         | 2011, 2012, 2014, 2022. |
| 2    | Anton Shibalov | 3         | 2013, 2015, 2016.       |

## Controversia
Aunque surgidos como protesta contra el Rally Dakar, y el desafortunado número de muertes llevadas a África durante sus distintas ediciones, ciertos medios han mostrado una abierta desaprobación a la celebración del Africa Race, por reincidir en los mismos peligros que la anterior organización.